# Käthe Kollwitzmuseet i Berlin
Käthe Kollwitzmuseet i Berlin är ett av tre museer i Tyskland som är tillägnade Käthe Kollwitz konst. De andra två är Käthe Kollwitzmuseet i Köln och Käthe-Kollwitz-Haus Moritzburg i Moritzburg i Sachsen.
Käthe Kollwitzmuseet i Berlin öppnades 1986 på basis av en privat samling tillhörande den 1993 avlidna galleristen Hans Pels-Leusden. Denne samlade konst av Käthe Kollwitz efter att 1950 ha övertagit Buch und Kunst vid Olivaer Platz i dåvarande Västberlin. År 1965 organiserade han sin första Käthe Kollwitz-utställning. Han kom också att låna ut verk till internationella utställningar. Han donerade 95 tryckta grafiska verk, 40 teckningar och tio originalaffischer till museet.
Museet ligger i en stadsvilla på Fasanenstrasse 24 i stadsdelen Charlottenburg. Huset byggdes 1871 och byggdes 1897 om till ett palats i senklassisistisk stil. Byggnaden förföll efter andra världskriget men restaurerades under 1980-talet för att bli museum.
Käthe Kollwitzmuseet i Berlin visar i en permanent utställning på tre våningsplan, stora delar av Käthe Kollwitz konstnärskap. Efter en introduktion på bottenvåningen, till Berlin under Kollwitz tid, följer tre våningar med hennes arbeten, där man får följa utvecklingen genom de över 50 år hon levde i staden. Självporträtten visar Käthe Kollwitz över ett tidsspann som sträcker sig från en leende ungdom till hög ålder. 
Museet visar vanligtvis också två separatutställningar varje år, där nutida konstnärer ställer ut verk i dialog med Käthe Kollwitz arbete.